# Skyclad
Skyclad ist eine britische Band, die wesentlichen Einfluss auf den Folk Metal hatte.

## Geschichte
Skyclad wurde 1990 von Steve Ramsey und Sänger Martin Walkyier in Newcastle upon Tyne als ein auf ein einziges Album ausgelegtes Bandprojekt gegründet. Steves ehemaliger Bandkollege Graeme English und Schlagzeuger Keith Baxter vervollständigten das erste Line-up. 1991 wurde das von Kevin Ridley produzierte und über Noise Records veröffentlichte Debütalbum The Wayward Sons of Mother Earth veröffentlicht. Nach der Veröffentlichung kamen ein zweiter Gitarrist und eine Violinistin, Fritha Jenkins, zur Band. Es folgten zahlreiche Tourneen u. a. mit Black Sabbath, Manowar, Gamma Ray und Blind Guardian, Auftritte beim Dynamo Open Air in Eindhoven (Niederlande) und 1996 eine Deutschlandtournee mit Subway to Sally als Vorband. Gleichzeitig veröffentlichte Skyclad sechs weitere Alben bis 1996, wobei Fritha Jenkins 1994 durch Cath Howell ersetzt worden war. Es folgten Tourneen durch Irish Pubs. 1999 erschien das Album Vintage Whine, im Jahr 2000 folgte Folkémon. Die damalige Besetzung bestand aus Martin Walkyier (Gesang), Steve Ramsey (Gitarre), Graeme English (Bass) und der abermals neuen Violinistin Georgina Biddle (Violine). Der Posten des Schlagzeugers wurde Ende der 1990er live und erstmals auf Vintage Whine auch im Studio von Jay Graham eingenommen. Diese Formation scheint zunächst stabil zu sein. Live wird sie durch Kevin Ridley, eigentlich Produzent der Band, verstärkt.
Von der ursprünglichen Plattenfirma Noise Records wurden Skyclad eigenen Angaben zufolge, und auch nach außen erkennbar, offenbar im Stich gelassen. Martin Walkyier äußerte sich in den folgenden Jahren mehrfach sehr negativ über die dortige Unterstützung. Die spätere Plattenfirma Massacre Records förderte die Band zunächst ordentlich, wobei allerdings die Qualität der Produktion des letzten Albums Vintage Whine eher darauf hindeutet, dass gegen Ende der Vertragsbeziehungen auch nicht mehr eitel Sonnenschein herrschte. Letztlich landete die Band ab Folkémon bei Nuclear Blast.
Ende der 1990er beginnen Skyclad regelmäßig Akustik-Touren, meist durch kleine Pubs, zu spielen. Die entsprechend modifizierten Lieder knüpfen stilistisch an das Album Oui Avantgard A Chance an, das am wenigsten metallische Album der Band. Während die Band, bereits mit dem Album Oui Avantgard A Chance bei Massacre Records angelangt, zunächst auch auf dem folgenden Longplayer The Answer Machine ruhigere Töne anschlägt, gestaltet sich Vintage Whine, das letzte Album bei Massacre Records, erheblich härter, wenn auch mit einer vergleichsweise schwachen, weil zu ruppigen Produktion versehen. Nachdem bereits 1998 ein sehr begeisternder Zwischenstopp beim Wacken Open Air (auch auf DVD erschienen) die Band wieder in den Fokus des internationalen Interesses rückt, läutete die folgende Tour, mit den damals noch weniger bekannten Lacuna Coil im Vorprogramm, schließlich den Auftakt zum einschneidendsten Besetzungswechsel in der Bandkarriere ein. Ende 2000 verließ der Sänger Martin u. a. aufgrund finanzieller Probleme die Band.
Immer wieder war die finanzielle Situation der Band wohl als angespannt zu beschreiben. Touren mit Gastmusikern und enormem logistischen Aufwand ließen Gewinne aus den Konzerten oftmals nicht entstehen. Martin Walkyier sagte einmal, dass er als „Einkommen“ aus der Tour oft nur genug Geld für ein Brötchen und ein Bier hatte. Diese Probleme erschienen zum Teil hausgemacht, da eine etwas weniger aufwendige Tourplanung wohl das ein oder andere Pfund hätte sparen geholfen. Hinzu kam, dass viele der Bandmitglieder noch „normale“ Jobs ausüben mussten, um finanziell über die Runden zu kommen.
Martins Posten übernahm 2001 der von Beginn an als Produzent agierende Kevin Ridley, der seit 1998 offiziell als zweiter Gitarrist zur Band gehörte und schon auf früheren Alben den Backgroundgesang beigesteuert hatte.
Zwar ging der Band mit Walkyier ein „prägender Frontmann“ verloren, aber auch Ridleys Qualitäten als Frontman wurden von der Presse gelobt und das erste Studioalbum mit ihm als Sänger später als „kreativer Befreiungsschlag“ beschrieben.
Schlagzeuger Jay verließ 2001 die Band und wurde durch Arron Walton ersetzt.
Es folgten weitere Tourneen, u. a. als Vorband von Fish. Im Jahr 2002 erschien das Live-Unplugged-Album No Daylights… Nor Heeltaps, im Spätsommer 2004 folgte das Studioalbum A Semblance of Normality.
Im Frühjahr 2006 unterschrieb Skyclad einen neuen Plattenvertrag beim griechischen Label Black Lotus Records und stellte drei Stücke aus den Aufnahmesessions zu A Semblance of Normality sowie das neu aufgenommene Instrumental Jig-a-Jig zu einer EP zusammen. Diese EP wurde jedoch nicht regulär über Black Lotus veröffentlicht, sondern ist nur bei Konzerten und direkt über die Homepage der Band erhältlich. Bei Jig-a-Jig handelt es sich um ein irisches Traditional. Das Arrangement ist jedoch stark an die Version der britischen Progressive-Rocker East of Eden angelehnt, die mit diesem Lied Anfang der 1970er Jahre in Großbritannien einen Top-10-Hit hatte.
Das Album In the...All Together erschien am 29. Mai 2009 über Scarlet Records.
In der Folgezeit widmete sich Kevin Ridley seinem Soloprojekt, mit dem er im 2010 sein Debütalbum Flying in the Face of Logic veröffentlicht hatte, auf dem auch Georgina Biddle einen Gastauftritt hatte. Steve Ramsey und Greame English wiederum reaktivierten 2011 für eine Reihe von Konzerten ihre alte Band Satan in der Besetzung des 1983er Debütalbums Court In The Act und veröffentlichten in ebendieser nach 30 Jahren 2013 mit Life Sentence das Nachfolgealbum.
Im Jahr 2014 trat der ehemalige Gitarrist Dave Pugh nach fast 20 Jahren mit der Band auf dem französischen Hellfest auf, bevor er im Folgejahr als festes Mitglied zurückkehrte.
Das 13. Studioalbum der Band, Forward Into The Past, wurde am 28. April 2017 über Listenable Records veröffentlicht.
Nachdem Kevin Ridley im Mai 2025 seinen Ausstieg bei Skyclad ankündigte – seit 35 Jahren hatte er für die Band als Produzent, seit 27 Jahren als Gitarrist und seit 24 Jahren als Frontmann gearbeitet – übernahm Gitarrist Dave Pugh den Lead-Gesang.

## Stil
Skyclad spielte auf dem Debütalbum Thrash Metal mit leichten Folk-Einflüssen. Auch Elemente aus dem britischen Indie-Rock/Post-Punk waren bzw. sind in Skyclads Stil auszumachen. Bis 1997 entwickelte sich der Stil hin zum Folk Rock. Diese Entwicklung begann mit dem Album "Irrational Anthems" und nahm ihren eigentlichen Höhepunkt mit Oui Avantgarde A Chance ein. Allerdings ist auch The Answer Machine, das ruhigste Album der Band, sehr folkloristisch eingestellt. Später mischte die Band wieder deutlicher Metal- und Folkeinflüsse.
Charakteristisch ist durchgehend, dass die Violine viele Melodie-Parts übernimmt, die eigentlich einer Solo-Gitarre zustehen würden. Im Laufe der Zeit ist kaum mehr erkennbar, ob die Violine den Gitarrenläufen folgt, oder umgekehrt.
Auf A Semblance of Normality sind Einflüsse aus dem Hard Rock erkennbar. Eine weitere Besonderheit dieses Albums stellt die Beteiligung von 15 Musikern des London Royal Symphonic Orchestra an fünf der 13 Lieder dar.
Die Liedtexte sind von politischen und sozialkritischen Themen bestimmt. Ein verbreitetes Stilmittel waren insbesondere zur Zeit der Mitgliedschaft von Martin Walkyier Wortspiele, was beispielsweise zu Songtiteln wie History Lessens, Inequality Street oder Little Miss Take führte.

## Diskografie

### Alben
- 1991: The Wayward Sons of Mother Earth
- 1992: A Burnt Offering for the Bone Idol
- 1993: Jonahs Ark
- 1994: Prince of the Poverty Line
- 1995: The Silent Whales of Lunar Sea
- 1996: Irrational Anthems
- 1996: Oui Avant – Garde a Chance
- 1997: The Answer Machine?
- 1999: Vintage Whine
- 2000: Folkémon
- 2004: A Semblance of Normality
- 2009: In the...All Together
- 2017: Forward into the Past

### Sonstiges
- 1992: Tracks from the Wilderness (EP)
- 1993: Thinking Allowed? (Single)
- 1996: Old Rope (Compilation)
- 1998: Outrageous Fourtunes (EP – Limited Edition)
- 1999: Classix Shape (EP – Limited Edition)
- 2001: History Lessens (Compilation)
- 2001: Another Fine Mess (Live/Studio)
- 2001: Swords of a Thousand Men (Single)
- 2002: No Daylights… Nor Heel Taps (Irish-Pub-Album)
- 2002: Live at the Dynamo (Compilation)
- 2006: Jig-a-Jig (EP – Limited Edition)

## Galerie

Skyclad, Line-Up beim Rockharz Open Air 2018
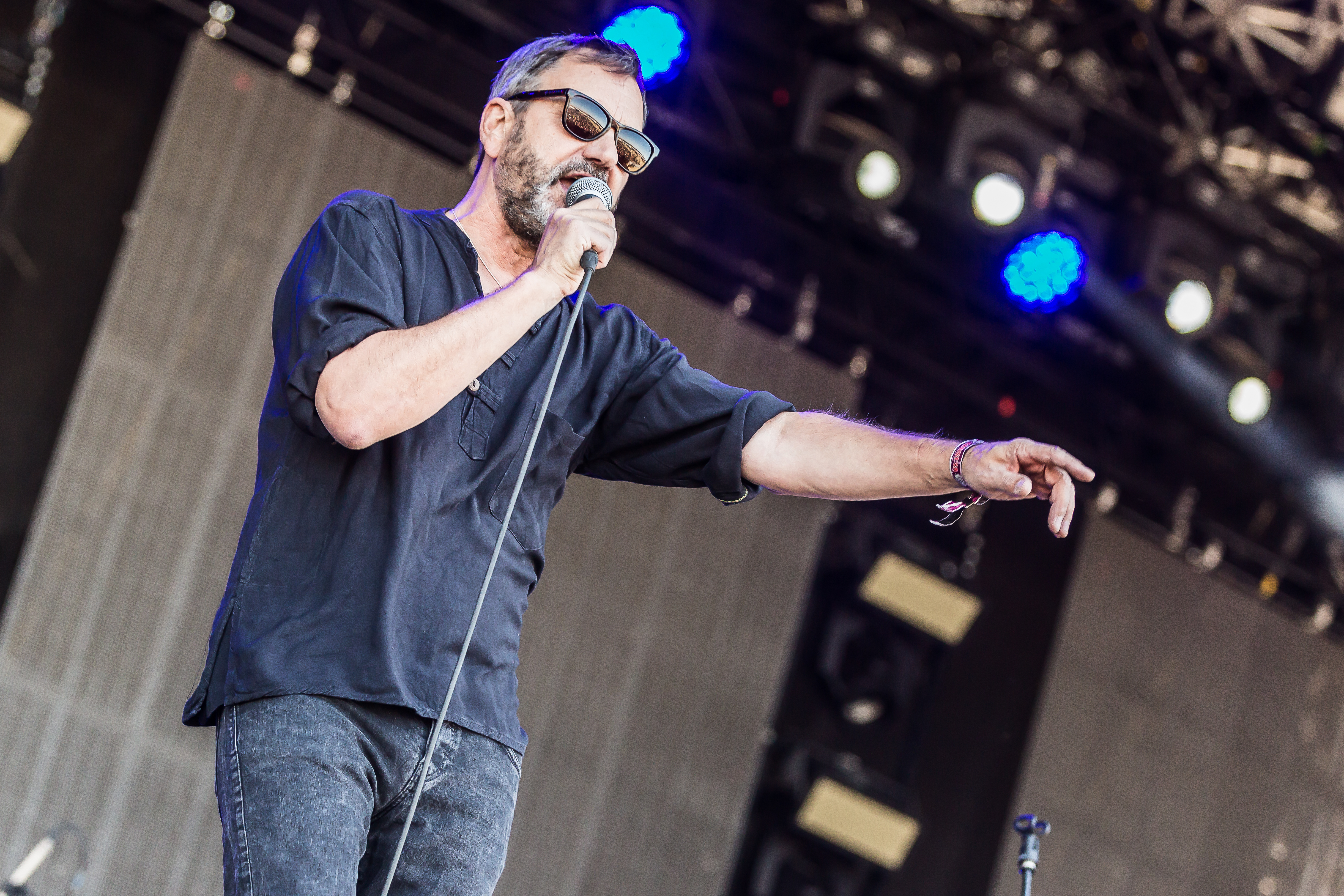
Sänger Kevin Ridley
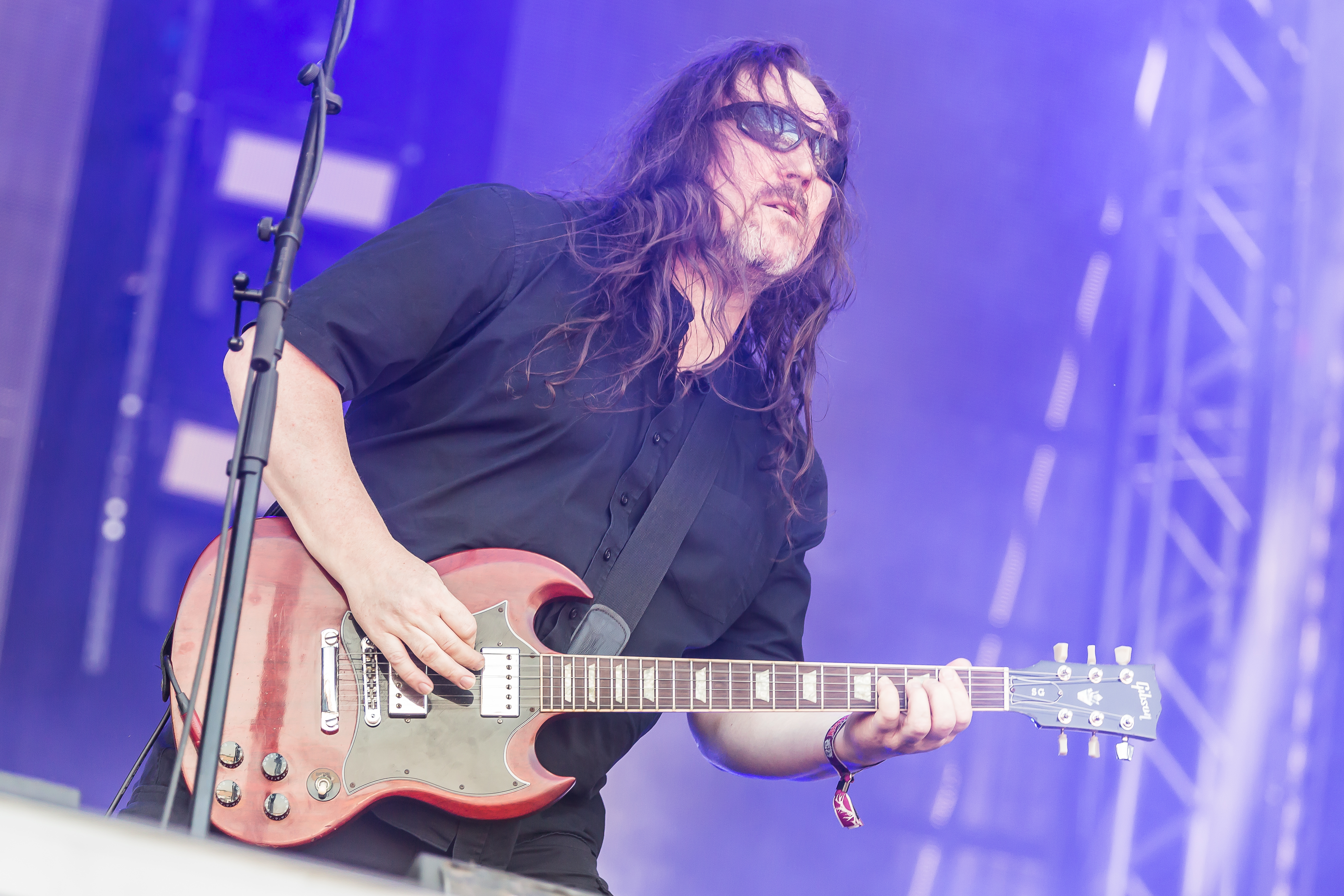
Lead-Gitarrist Steve Ramsey
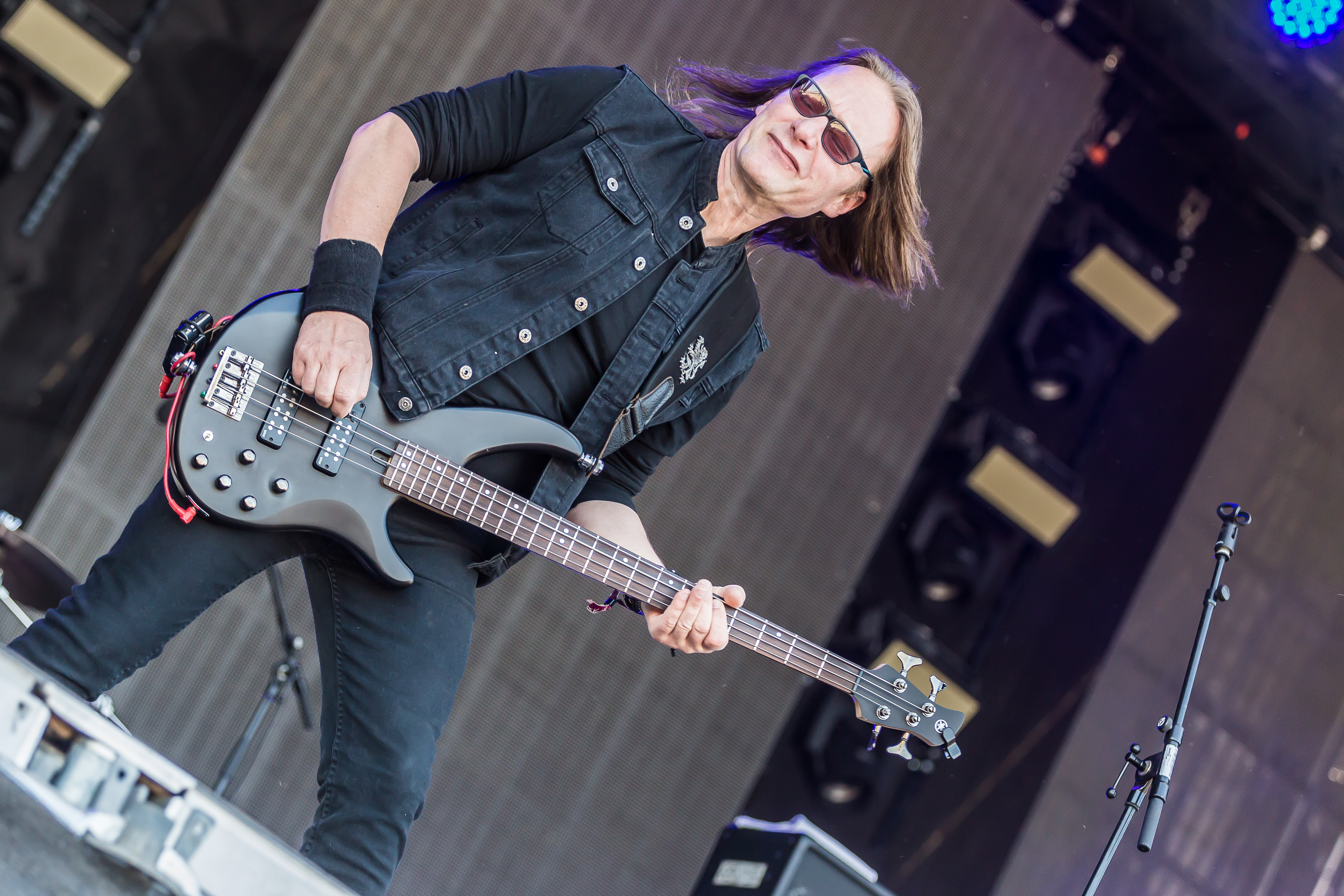
Bassist Graeme „Bean“ English
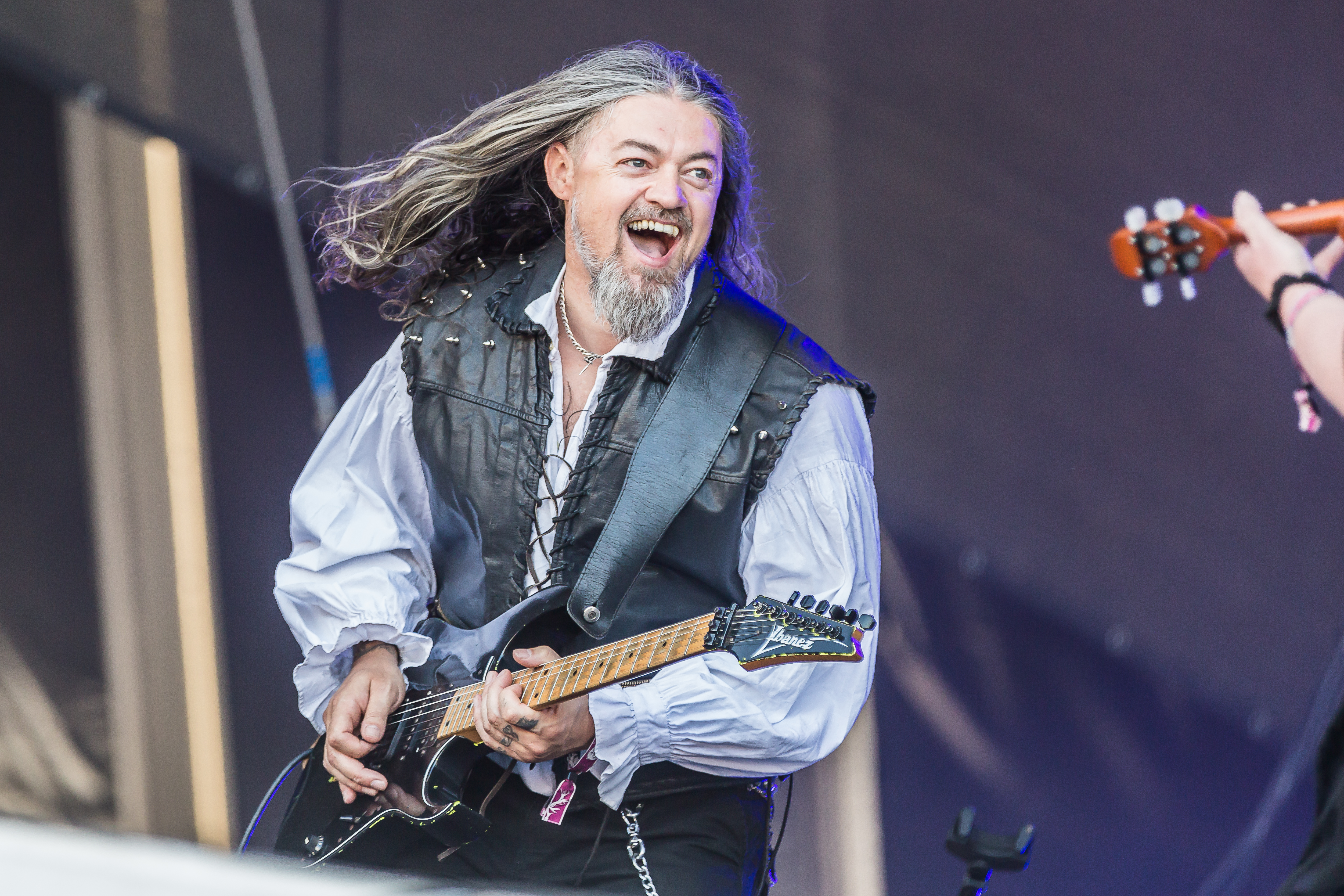
Gitarrist Dave Pugh
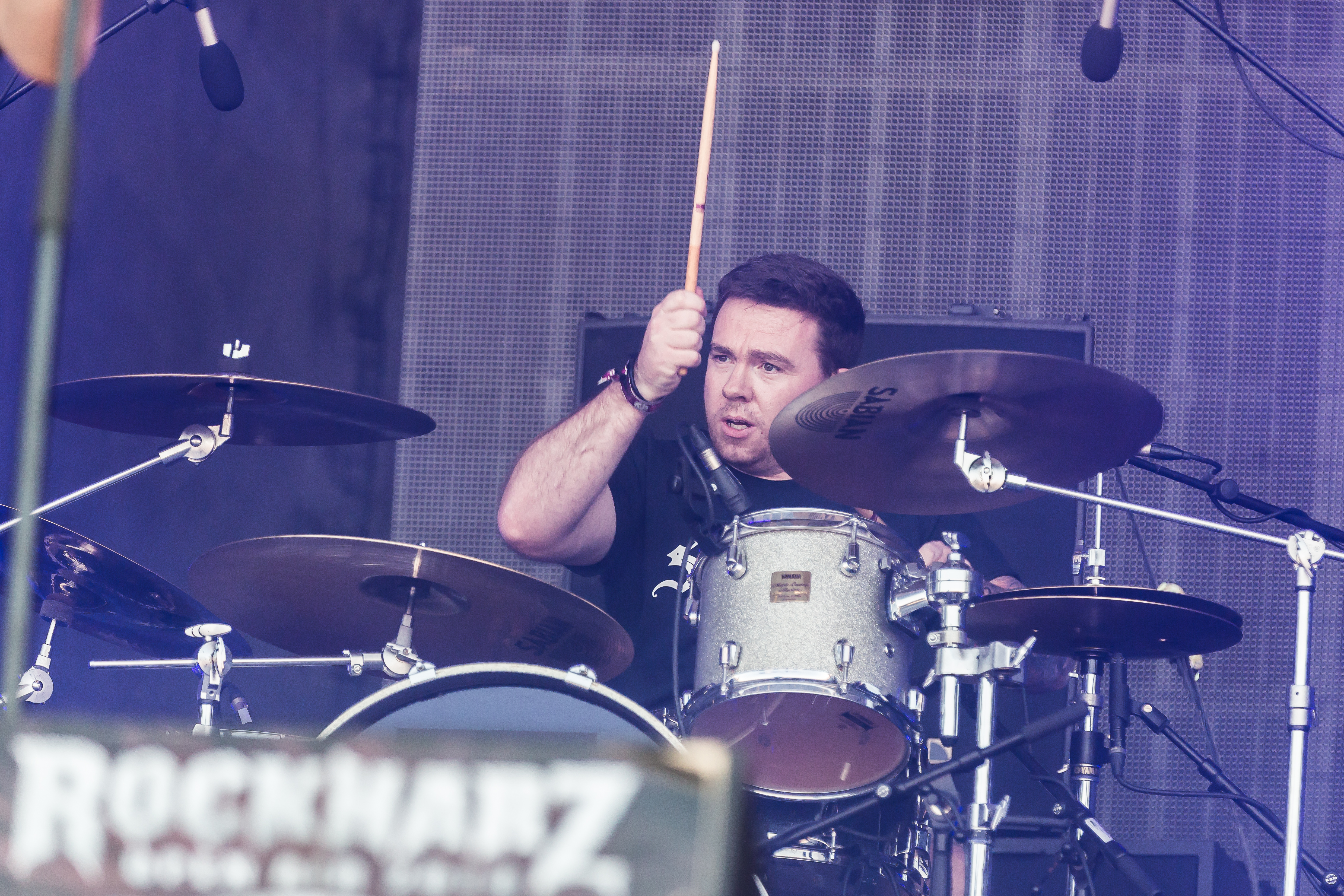
Schlagzeuger Arron Walton
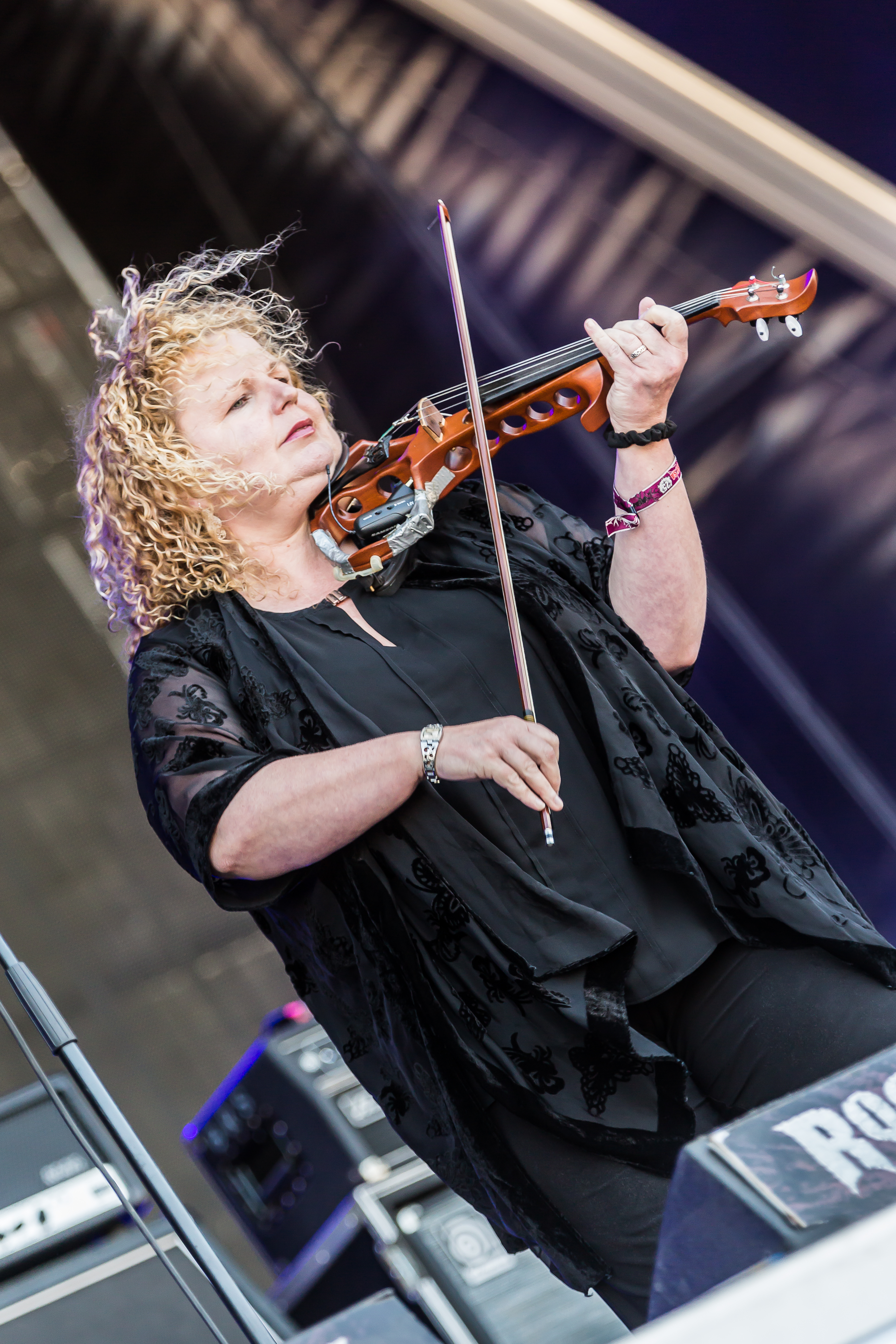
Geigerin Georgina Biddle